# Anolis lemniscatus
Anolis lemniscatus – gatunek ekwadorskiej jaszczurki z rodziny Anolidae.

## Systematyka
Nie wszyscy specjaliści uważają A. lemniscatus za osobny gatunek. Peters i Donoso-Barros umieścili go w wydanym w 1970 katalogu łuskonośnych, choć Peters jeszcze w 1967 uznawał go za synonim Anolis tropidogaster. Miyata (1982) nie wymienił tego gatunku na swojej liście herpetofauny Ekwadoru. Bez względu na przynależność gatunkową zwierzę zalicza się do rodzaju Anolis, klasyfikowanego obecnie w monotypowej rodzinie Anolidae. W przeszłości rodzaj ten zaliczany był do licznej w gatunki rodziny legwanowatych (Iguanidae).

## Rozmieszczenie geograficzne
Ten krewniak legwanów to endemit Ekwadoru, występujący tylko na zachodzie tego państwa, gdzie w prowincji Bolívar i w kantonie Chimbo znajduje się lokalizacja typowa tego gatunku.
IUCN widzi potrzebę przeprowadzenia dalszych badań nad zwierzęciem.